# Handschoenenkastje

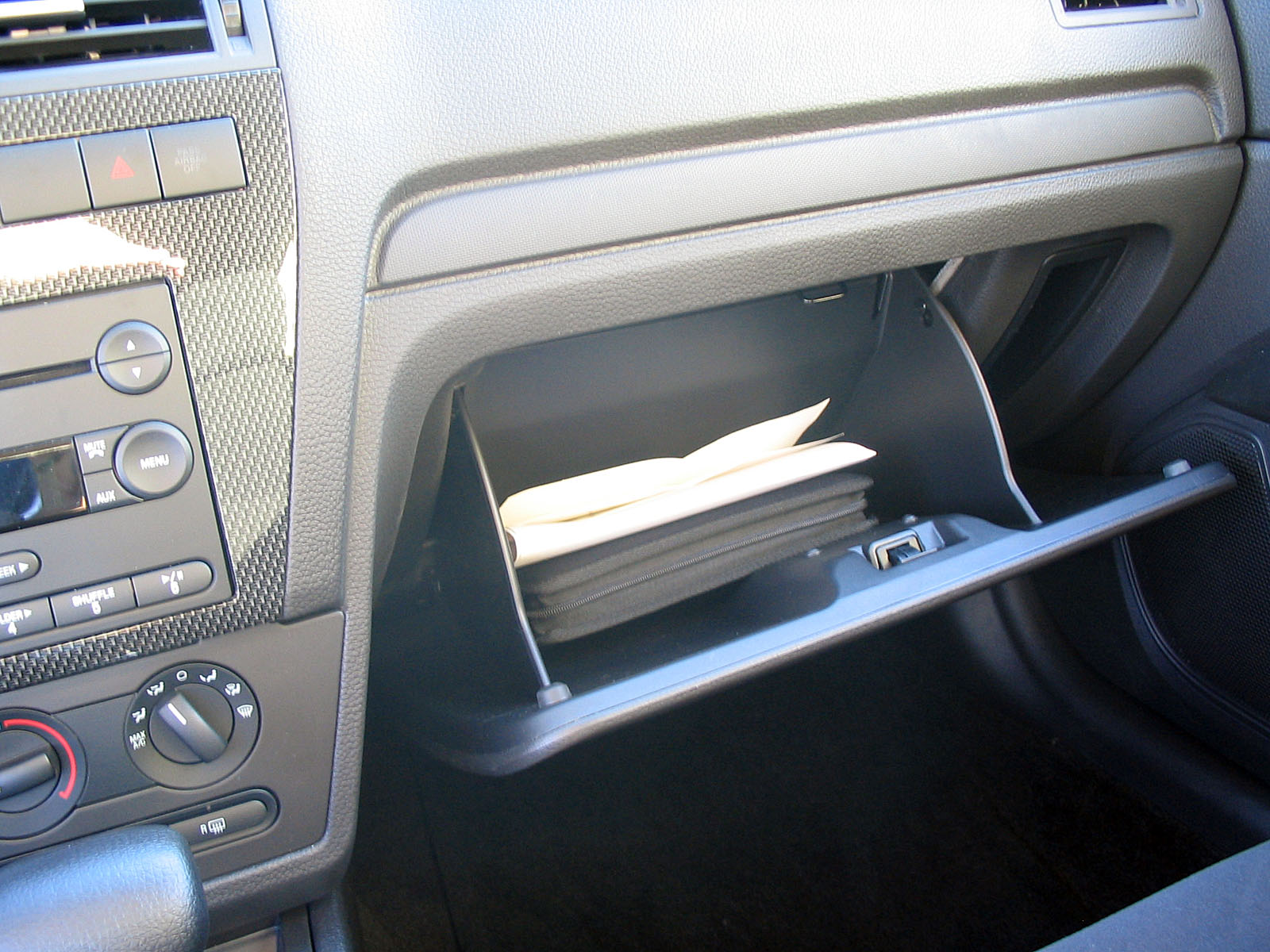
Geopend handschoenkastje in een Ford Fusion

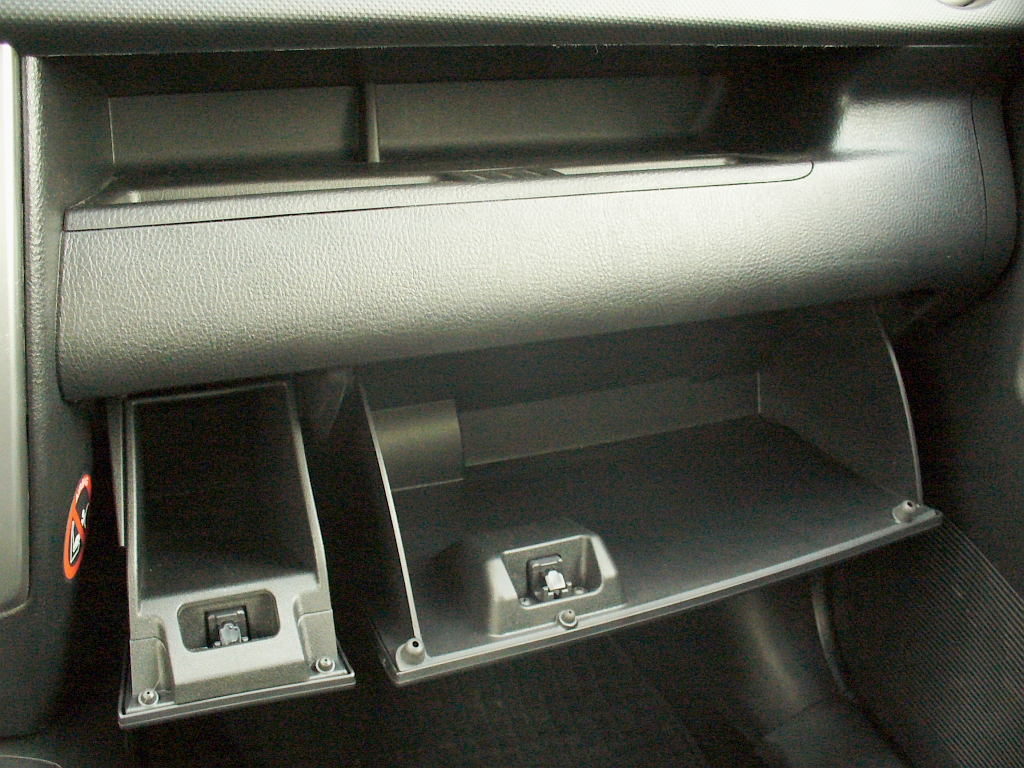
Meerdelig handschoenkasje van een Mazda2 met boven een open gedeelte

Een handschoenenkast of dashboardkastje is een opbergvak in een auto of vrachtwagen.
Het bevindt zich meestal boven de voetenruimte van de passagier, geïntegreerd in het dashboard. In de meeste modellen wordt het door een klep afgesloten, die soms additioneel met de contactsleutel afgesloten kan worden. In bestelwagens zijn ook open modellen gebruikelijk.
Vaak zijn aan de binnenzijde van de klep pen- en bekerhouders geïntegreerd.
In moderne voertuigen met airconditioning kan men vaak koude lucht in het handschoenenvak laten stromen om voedsel te koelen. Voor de uitrol van routenavigatiesystemen in auto's vond men er vaak een stratenboek.

De term handschoenenkastje komt van het feit dat in de begintijd van de auto's (vaak zonder een vast dak en verwarming) handschoenen een belangrijk stuk van de uitrusting waren voor chauffeurs om hun handen te beschermen tegen koude en tocht - vergelijkbaar met motorrijders tegenwoordig nog. Auto's van de fabrikant Packard hadden een opberglade onder de zitting en de Amerikaanse coureur Dorothy Levitt suggereerde in haar boek "The woman and the car" dat dit een geschikte plek was om handschoenen in de auto op te bergen.
"This little drawer is the secret of the dainty motoriste. What you put in it depends upon your tastes, but the following articles are what I advise you to have in its recesses. A pair of clean gloves, an extra handkerchief, clean veil, powder-puff (unless you despise them), hair-pins and ordinary pins, a hand mirror—and some chocolates are very soothing, sometimes!"
In laboratoria en bepaalde industriële omgevingen worden handschoenenkasten gebruikt om materialen te manipuleren in een strikt gecontroleerde atmosfeer, essentieel voor experimenten en productieprocessen waar contaminatie door lucht of vocht uitgesloten moet worden.